# Iowana frisoni
Iowana frisoni är en insektsart som beskrevs av Hottes 1954. Iowana frisoni ingår i släktet Iowana och familjen långrörsbladlöss. Inga underarter finns listade i Catalogue of Life.